# Сімпсони (сезон 21)
Двадцять перший сезон мультсеріалу «Сімпсони» розпочався 27 вересня 2009 та завершився 23 травня 2010 року у США на телеканалі «Fox».
У цьому сезоні «Сімпсони» стали найтривалішим прайм-тайм шоу за кількістю сезонів на американському телебаченні, обійшовши серіал «Димок зі ствола».
В Україні прем'єра сезону відбулася 31 березня 2014 року на телеканалі «QTV» о 24:00.

## Список серій
| № серії (загалом) | № серії (в сезоні) | Назва серії | Режисер(и)                   | Сценарист(и)                     | Оригінальна дата показу | Код серії | Глядачів в США (млн) |
| --- | ------------------ | --- | ---------------------------- | -------------------------------- | ----------------------- | --------- | -------------------- |
| 442 | 1                  | «Homer the Whopper» «Гомер — громадище»                                                                                | Ленс Крамер                  | Сет Роґен і Еван Голдберг        | 27 вересня 2009         | LABF13    | 8.21                 |
| Продавець коміксів вигадує нового супергероя на ім'я Всемужик (англ. Everyman), чия сила його полягає у поглинанні сили з коміксів про інших супергероїв. Починаються знімання фільму про нього і Гомера затверджують на головну роль. Для приведення Гомера до гарної фізичної форми студія наймає відомого тренера з фітнесу — Лайла МакКарті. Гомер, долаючи великі труднощі, робить все, щоб привести своє тіло в порядок. Однак його мета втрачає сенс, коли його тренер йде… Запрошені зірки: Сет Роґен в ролі Лайла, Кевін Майкл Річардсон в ролі охоронця студії «Мегакартинки», Метт Ґрюйнінґ в ролі самого себе |                    | |                              |                                  |                         |           |                      |
| 443 | 2                  | «Bart Gets a «Z»» «Барт отримує одиницю»                                                                               | Марк Кіркланд                | Метт Селман                      | 4 жовтня 2009           | LABF15    | 9.32                 |
| Коли місіс Крабапель конфіскує телефони учнів, вони вирішують її провчити і з цією метою підмішують алкоголь в її каву. П'яну вчительку бачить директор Скіннер і звільняє її, приймаючи на її місце нового вчителя, Захарі Вона. Він швидко знайшов підхід до учнів, вразивши їх своєю просунутістю та використанням сервісів Твіттер і Facebook. Розриваючись між новим учителем і почуттям провини за скоєне, Барт намагається допомогти звільненій Едні. Запрошені зірки: Марсія Воллес в ролі Едни Крабапель |                    | |                              |                                  |                         |           |                      |
| 444 | 3                  | «The Great Wife Hope» «Надія великої дружини»                                                                          | Метью Фонан                  | Керолін Омайн                    | 11 жовтня 2009          | LABF16    | 7.50                 |
| Коли чоловіче населення Спрінґфілда стає одержимим чемпіонатом з боїв без правил, Мардж очолює протестний рух. Промоутер кидає Мардж виклик, обіцяючи закрити змагання, якщо вона переможе його… Запрошені зірки: Марсія Воллес в ролі Едни Крабапель, Чак Лідделл в ролі самого себе |                    | |                              |                                  |                         |           |                      |
| 445 | 4                  | «Treehouse of Horror XX» «Хатка жахів. Геллоуїн із Сімпсонами XX»                                                      | Майк Андерсон і Метью Шофілд | Деніел Чун                       | 18 жовтня 2009          | LABF14    | 8.59                 |
| «Dial „M“ for Murder or Press „#“ to Return to Main Menu» (укр. «Натисніть „В“ для вбивства») — Ліса об’єднується з Бартом, щоб помститися своїм вчителям після того, як міс Гувер залишає дівчинку після уроків. Однак, план йде не так, як треба, коли Барт вбиває міс Гувер і хоче натомість, щоб Ліса вбила місіс Крабапель… «Don't Have a Cow, Mankind» (укр. «Не заводь корів, людство») — Клоун Красті продає гамбургери, приготовані з м'яса скажених корів, і жителі Спрінґфілда перетворюються на зомбі — за винятком Барта. Природний імунітет хлопчика до гамбургерів стає ключем до зупинки навали зомбі. «There's No Business Like Moe Business» (укр. «Немає краще бізнесу, ніж у Мо») — Мо створює нове ідеальне пиво, яке стає сенсацією — завдяки Гомеру, кров якого є секретним інгредієнтом. Запрошені зірки: Марсія Воллес в ролі Едни Крабапель |                    | |                              |                                  |                         |           |                      |
| 446 | 5                  | «The Devil Wears Nada» «Диявол нічого не носить»                                                                       | Ненсі Круз                   | Тім Лонг                         | 15 листопада 2009       | LABF17    | 9.04                 |
| Мардж позує для настінного календаря, щоб заробити гроші на благодійність. На фотостудії Мардж трохи перебирає з вином, внаслідок чого її відверті фотографії стають предметом обговорення у Спрінґфілді… Тим часом Карл отримує підвищення на станції. Він призначає Гомера своїм помічником, але доводить його своїми проханнями проханнями. Запрошені зірки: Марсія Воллес в ролі Едни Крабапель |                    | |                              |                                  |                         |           |                      |
| 447 | 6                  | «Pranks and Greens» «Пустощі та зелень»                                                                                | Чак Шітс                     | Джефф Вестбрук                   | 22 листопада 2009       | LABF18    | 7.03                 |
| Барт дізнається про те, що найкращим жартівником всіх часів у Спрінґфілдській початковій школі був не він, а Енді Гамільтон. Барт розшукує Енді, якому вже 19 років, але з поведінки той не надто змінився з шкільних часів і не має чіткого напряму в житті. Тим часом інші матері карають Мардж за те, що вона не подає здорову їжу. Запрошені зірки: Джона Гілл в ролі Енді, Марсія Воллес в ролі Едни Крабапель |                    | |                              |                                  |                         |           |                      |
| 448 | 7                  | «Rednecks and Broomsticks» «Селюки та мітли»                                                                           | Боб Андерсон і Роб Олівер    | Кевін Карен                      | 29 листопада 2009       | LABF19    | 9.02                 |
| Під час гри в хованки Ліса випадково знайомиться з трьома дівчатами, які практикують віккантство. Вони умовляють її приєднається до них. Однак, дівчат заарештовують і звинувачують у чаклунстві. Тим часом Гомер починає спілкуватися з Клітусом Спаклером. Виявивши, що він і його друзі роблять самогон, Гомер стає місцевим дегустатором самогону. Запрошені зірки: Нів Кемпбелл в ролі Кассандри |                    | |                              |                                  |                         |           |                      |
| 449 | 8                  | «O Brother, Where Bart Thou?» «О, брате, де ж ти, Барте?»                                                              | Стівен Дін Мур               | Метт Селман                      | 13 грудня 2009          | MABF01    | 7.11                 |
| Одного сніжного дня Ліса говорить Барту, що він ніколи не буде мати особливого зв'язку, який вона має з Меґґі, тому що у нього немає брата. Спочатку Барт намагається завести Гомера і Мардж, але це не працює. Тоді він направляється у Спрінґфілдський сиротинець, де маленький хлопчик Чарлі іде за ним додому… Запрошені зірки: Джордан Нагаї в ролі Чарлі; Кім Кетролл в ролі третьої сестри зі сну Барта; Ілай, Пейтон та Купер Меннінги, Г'юелл Гоузер і Smothers Brothers в ролі самих себе |                    | |                              |                                  |                         |           |                      |
| 450 | 9                  | «Thursdays with Abie» «Четверги з Ейбом»                                                                               | Майкл Полчіно                | Дон Пейн і Мітчелл Глейзер       | 3 січня 2010            | MABF02    | 8.65                 |
| Репортер «Спрінґфілдського покупця» Маршал Ґолдмен захоплюється історіями Ейба Сімпсона, розміщуючи їх на перших шпальтах, через що Гомер ревнує… Тим часом Барт доглядає за іграшковим ягнятком класу. Барту це не цікаво, тож він віддає його Лісі, яка губить ягня у каналізації. Запрошені зірки: Марсія Воллес в ролі Едни Крабапель, Мітч Албом в ролі самого себе |                    | |                              |                                  |                         |           |                      |
| 451 | 10                 | «Once Upon a Time in Springfield» «Одного разу у Спрінґфілді»                                                          | Метью Настюк                 | Стефані Гілліс                   | 10 січня 2010           | LABF20    | 14.62                |
| Красті змушений додати до свого шоу жіночого персонажа на ім’я Принцеса Пенелопа, щоб залучити більше глядачів-жінок. Вона одразу затьмарює клоуна і рейтинги покращуються. Барт і Мілгаус хочуть повернути шоу таким, яким воно було, але ситуація ускладнюється, коли Красті і Пенелопа закохуються і вирішують одружитися. Тим часом, коли містер Бернс скасовує безкоштовні пончики на своїй станції, Гомер, Ленні і Карл розглядають можливість роботи на столичній АЕС. Запрошені зірки: Джекі Мейсон в ролі Хайма Крастовскі, Енн Гетевей в ролі Принцеси Пенелопи, Ерта Кітт і Ґері Ларсон в ролі самих себе |                    | |                              |                                  |                         |           |                      |
| — | —                  | «Special The Simpsons 20th Anniversary Special In 3-D! On Ice!» «Спецвипуск до 20-річчя «Сімпсонів» — У 3D! На льоду!» | Морган Спарлок               | Морган Спарлок                   | 10 січня 2010           | —         | 5.11                 |
| Після серії в ефір вийшло годинне документальне шоу про серіал. У ньому розглянуто причина популярності «Сімпсонів», взяті інтерв’ю у творців серіалу і його фанатів. |                    | |                              |                                  |                         |           |                      |
| 452 | 11                 | «Million Dollar Maybe» «Можливо, на мільйон доларів»                                                                   | Кріс Клементс                | Білл Оденкерк                    | 31 січня 2010           | MABF03    | 5.11                 |
| Гомер кидає Мардж одну, бо стоїть у черзі, щоб купити лотерейний квиток. В результаті, він виграє в лотерею мільйон доларів. Однак, він боїться реакції Мардж і тримає виграш в таємниці. Щоб виправдатись, він починає обдаровувати сім’ю анонімними подарунками. Тим часом Ліса підіймає настрій пенсіонерам у Спрінґфілдському будинку престарілих за допомогою відеоігор. Запрошені зірки: Кріс Мартін в ролі самого себе |                    | |                              |                                  |                         |           |                      |
| 453 | 12                 | «Boy Meets Curl» «Хлопчик зустрічає керлінг»                                                                           | Чак Шітс                     | Роб Лазебник                     | 14 лютого 2010          | MABF05    | 5.87                 |
| Після того, як Гомер і Мардж відкривають свою любов до керлінгу, вони всією сім’єю вирушають до Ванкувера на Зимові олімпійські ігри в Канаді, де грають в олімпійській збірній. Тим часом Ліса стає залежною від збирання Олімпійських значків. Запрошені зірки: Боб Костас в ролі самого себе |                    | |                              |                                  |                         |           |                      |
| 454 | 13                 | «The Color Yellow» «Кольори жовтого»                                                                                   | Реймонд Персі                | Біллі Кімбол та Ієн Макстон-Ґрем | 21 лютого 2010          | MABF06    | 6.08                 |
| Переглядаючи історію своєї сім’ї для шкільного проєкту з пошуку предка Сімпсонів, який не був ідіотом, злочинцем або невдахою, Ліса виявляє щоденник Елайзи Сімпсон, чия сім’я допомогла чорному рабу на ім’я Вірджил втекти на свободу. Однак, Мілгаус (чиї предки жили тоді ж, що і у Ліси) ставить під сумнів те, що здійснила Елайза… Запрошені зірки: Рен Браун в ролі Вірджила |                    | |                              |                                  |                         |           |                      |
| 455 | 14                 | «Postcards From the Wedge» «Листівки з розлучення»                                                                     | Марк Кіркланд                | Браян Келлі                      | 14 березня 2010         | MABF04    | 5.23                 |
| Коли Барт провалює своє домашнє завдання, через що Гомера і Мардж викликають до школи. Щоб уникнути покарання, Барт легко сварить батьків між собою маніпулюючи суворістю Гомера і співчутливістю Мардж… Запрошені зірки: Марсія Воллес в ролі Едни Крабапель |                    | |                              |                                  |                         |           |                      |
| 456 | 15                 | «Stealing First Base» «Вкрав перший поцілунок»                                                                         | Стівен Дін Мур               | Джон Фрінк                       | 21 березня 2010         | MABF07    | 5.69                 |
| Коли місіс Крабапель тимчасово виїжджає з міста, директор Скіннер вирішує до її повернення об'єднати два четвертих класу школи. В результаті, у Барта з’являється нова подружка Ніккі, з якою він змушений ділити одну парту. Ніккі то любить, то ненавидить Барта без будь-якої на те причини. Коли Барт публічно цілує її, через що забороняють виявляти почуття у школі… Тим часом Нельсон вчить незрячого хлопчика бути забіякою, а у Ліси виникають проблеми з однокласниками, які відкидають її за успішність, проте, перша леді США Мішель Обама стає на її захист… Запрошені зірки: Сара Сільверман в ролі Ніккі, Анджела Бассетт в ролі Мішель Обами |                    | |                              |                                  |                         |           |                      |
| 457 | 16                 | «The Greatest Story Ever D'ohed» «Найвеличніша історія з усіх провалених»                                              | Майкл Полчіно                | Кевін Карен                      | 28 березня 2010         | MABF10    | 5.69                 |
| Намагаючись виправити Гомера, Нед Фландерс запрошує Сімпсонів приєднатися до паломництва до Єрусалиму. Однак, Гомер не оцінює культуру Ізраїлю, чим дуже дратує Неда. У пошуках злого Неда Гомер отримує тепловий удар у пустелі і оманливо починає вважати себе Месією… Запрошені зірки: Яель Наїм в ролі Доріт, Саша Барон Коен в ролі Якова |                    | |                              |                                  |                         |           |                      |
| 458 | 17                 | «American History X-cellent» «Американська історія Ікс (чудова)»                                                       | Боб Андерсон                 | Майкл Прайс                      | 11 квітня 2010          | MABF08    | 5.65                 |
| У містера Бернса поліцейські знаходять крадені картини і він потрапляє у в’язницю. Керування електростанцією бере на себе Смізерс, який незабаром змушує робітників працювати день і ніч, коли ті надмірно користуються його добротою. Тоді працівники АЕС починають готувати втечу містера Бернса із в’язниці. Тим часом Барт і Ліса об’єднуються через одну мурашку, яка переживає аварію, пов’язану з мурашиною фермою Ліси. Запрошені зірки: Джо Мантенья в ролі Жирного Тоні, Кевін Майкл Річардсон в ролі співкамерника Бернса |                    | |                              |                                  |                         |           |                      |
| 459 | 18                 | «Chief of Hearts» «Шеф сердець»                                                                                        | Кріс Клементс                | Керолін Омайн і Вільям Райт      | 18 квітня 2010          | MABF09    | 5.93                 |
| При виконанні деяких громадських послуг Гомер стає близьким другом шефа Віггама. Однак, коли Віггам отримує травму, то починає набридати Гомеру. Тим часом Барт стає одержимим від японської дитячої карткової гри дитячої гри «Кулебій», яку Мардж плутає за наркоманією… Запрошені зірки: Джейн Качмарек в ролі судді Констанції Шкоди, Джо Мантенья в ролі Жирного Тоні, і Моріс ЛаМарш в ролі поліцейського з телесеріалу |                    | |                              |                                  |                         |           |                      |
| 460 | 19                 | «The Squirt and the Whale» «Бризки та кит»                                                                             | Марк Кіркланд                | Метт Ворбертон                   | 25 квітня 2010          | MABF14    | 5.94                 |
| Гомер вирішує обійтися без енергопостачальної компанії та зводить вітрові турбіни на задньому дворі будинку для вироблення електроенергії. У той же час насувається сильна буря, яка викидає на берег синього кита. Ліса з іншими мешканцями Спрінґфілда намагається врятувати його… |                    | |                              |                                  |                         |           |                      |
| 461 | 20                 | «To Surveil With Love» «Шпигувати з любов'ю»                                                                           | Ленс Крамер                  | Майкл Наборі                     | 2 травня 2010           | MABF12    | 6.06                 |
| Коли у Спрінґфілді виникла небезпека радіаційного зараження, влада обмежує свободу громадян. В результаті, по всьому місту встановлюють камери спостереження, встановлені по всьому місту. Однак, коли Нед в ролі оператора камер використовує свою здатність говорити через динаміки до городян, Гомер використовує сліпу зону камери, яку Барт виявляє, в інтересах міста. Тим часом, втомившись від стереотипів про білявок, Ліса фарбує волосся в чорний колір. Запрошені зірки: Марсія Воллес в ролі Едни Крабапель; Едді Іззард в ролі королеви Єлизавети II, принца Чарльза і Найджела Пекарізника |                    | |                              |                                  |                         |           |                      |
| 462 | 21                 | «Moe Letter Blues» «Блюз про лист Мо»                                                                                  | Метью Настюк                 | Стефані Гілліс                   | 9 травня 2010           | MABF13    | 5.66                 |
| Коли Гомер, Апу й отець Лавджой вирушають у денну поїздку зі своїми дітьми, то отримують від Мо викривальний лист. У ньому сказано, що він назавжди їде міста… з однією з їхніх дружин. Утрьох, вони намагаються пригадати проблеми у стосунках з їхніми дружинами… Запрошені зірки: Дон Пардо в ролі самого себе |                    | |                              |                                  |                         |           |                      |
| 463 | 22                 | «The Bob Next Door» «Боб по сусідству»                                                                                 | Ненсі Круз                   | Джон Фрінк                       | 16 травня 2010          | MABF11    | 6.26                 |
| Барт гадає, що новий сусід Сімпсонів, Волт Воррен, насправді — його заклятий ворог, замаскований Другий Номер Боб,який прагне помсти. Однак, Мардж сама веде його в міську в’язницю, і доводить, що це не так… Запрошені зірки: Келсі Греммер в ролі Другого Номера Боба |                    | |                              |                                  |                         |           |                      |
| 464 | 23                 | «Judge Me Tender» «Суди мене ніжно»                                                                                    | Стівен Дін Мур               | Ден Гріні й Аллен Глайзер        | 23 травня 2010          | MABF15    | 5.74                 |
| Після конкурсу бридких псів (на якому перемагає Маленький Помічник Санти) Мо виявляє свій талант судити і запрошується в ролі судді на телешоу «Американський ідол»… Тим часом у Гомера з’являється більше часу, який він проводить вдома разом з Мардж, що зводить її з розуму. Запрошені зірки: Саймон Ковелл, Кара ДіоГуарді, Еллен Дедженерес, Ренді Джексон, Раян Сікрест і Руперт Мердок в ролі самих себе |                    | |                              |                                  |                         |           |                      |